# Lilith (film 1964)
Lilith – amerykański film w reżyserii Roberta Rossena z 1964 roku. W rolach głównych wystąpili Warren Beatty i Jean Seberg. Film opowiada o schizofrenii, miłości i zagubieniu w świecie. Autorem powieści, pod tym samym tytułem, na podstawie której został nakręcony obraz, był J. R. Salamanca. Lilith był ostatnim filmem Roberta Rossena.

## Fabuła
Vincent Bruce (Warren Beatty), młody weteran wojny koreańskiej, wrócił do swojej miejscowości, gdzie zaczął pracować jako terapeuta w zakładzie psychiatrycznym. Spotyka tam pacjentkę, piękną i tajemniczą Lilith Arthur (Jean Seberg). Początkowo Vincent robi wszystko, by zachować z nią profesjonalne relacje, niemniej sytuacja wymyka się spod kontroli.

## Obsada
- Warren Beatty jako Vincent Bruce
- Jean Seberg jako Lilith Arthur
- Peter Fonda jako Stephen Evshevsky
- Kim Hunter jako dr Bea Brice
- Jessica Walter jako Laura
- Gene Hackman jako Norman

## Nagrody i nominacje
- 1965: nominacja do Złotego Globu dla Jean Seberg w kategorii najlepsza aktorka w filmie dramatycznym[1].